# Златоглазики
Златогла́зики, или пестряки (лат. Chrysops) — космополитный род слепней из подсемейства Chrysopsinae. Род описан немецким энтомологом Иоганном Майгеном в 1803 году.

## Внешнее строение

### Имаго
Пёстроокрашенные мухи средних размеров (5—13 мм). На глазах у многих видов имеется рисунок из пятен. На темени в форме треугольника расположены три простых глазка. Усики длиннее головы. На голове у самок расположены блестящие чёрные пятна (мозоли). В основании лба — лобная мозоль, под усиками — парные лицевые мозоли. Ниже, к основанию хоботка имеется наличниковая мозоль, которая соединяется перемычками с лицевыми мозолями. Под глазами сформированы щёчные мозоли. Хоботок короче головы. У самцов глаза соприкасаются. Крылья с рисунком из пятен и перевязей, резко прозрачные. На крыльях при впадении первой радиальной жилки развита птеростигма. В покое крылья расставлены под прямым углом друг к другу. Голени чёрной или жёлтой окраски. Второй брюшка с характерным рисунком из чёрных пятен и штрихов на жёлтом фоне, у некоторых видов верх брюшка полностью чёрный.

### Личинки
Личинка третьего возраста веретеновидной формы, зеленоватой или желтоватой окраски и длиной от 10 до 18 мм. Масса взрослых личинок составляет от 30 до 70 мг. Головная капсула коричневого цвета. На брюшных сегментах имеется три пары двигательных бугорков. Дыхательная трубка на конце анального сегмента иногда с шипом на вершине.

### Куколка
Размеры куколки от 10 до 15 мм. На теменных бугорках имеются две щетинки. На брюшных сегментах расположен один ряд шипов.

### Яйцекладка
Кладки яиц состоят из чёрных трёхгранных пирамидок, состоящих из 3—4 слоев яиц. Свежеотложенные яйца молочно-белые, через несколько часов они становятся светло-серыми, а через двое суток тёмно-серыми. Исключение составляет Chrysops divaricatus Loew, у которого яйцекладка однослойная. Яйца чёрные, лаково-блестящие, расположены веерообразно или в виде полосок из отдельных кучек. Количество яиц в кладке у разных видов от 197 до 830.

## Биология
Кровососание возможно лишь после оплодотворения. Как и у большинства слепней спаривание пестряков состоит из двух этапов: «брачного танца» и копуляции. Спаривание, как правило, происходит на рассвете. После оплодотворения самка откладывает яйца на нижнюю поверхность листьев травянистых растений, произрастающих в прибрежных участках небольших рек. У пестряка реликтового на одну кладку самка тратит от 50 до 105 мин. Фаза яйца длится от 5 до 8 дней. Личинки развиваются в аллювиальных дерновых богатых гумусом почве заболоченной части берегов водоёмов и на болотах, в сплетениях корней и мха, между корневищами осок. Личинки большинства видов, по характеру питания, являются детритофагами, исключение составляют личинки Chrysops italicus Meigen, и Chrysops oxianus Pleske, являющиеся хищниками. Самки активно нападают на человека и животных и могут единовременно способны высасывать до 30—35 мг крови. У Chrysops nigripes Zetterstedt и Chrysops relictus Meigen, предполагается наличие автогении, то есть самки могут откладывать жизнеспособные яйца без кровососания. Самцы живут несколько дней, самки 20—25 дней. Экспериментально доказана роль пестряков в передаче возбудителей туляремии, сибирской язвы, лоаоза, пастереллёза, трипаносомоза и других заболеваний. Яйца пестряков заражаются яйцеедом Trichogramma evanescens Westwood, при этом они становятся блестяще-чёрными. В личинках паразитируют нематоды из семейства мермитиды.

## Классификация
Известно 286 видов. В составе рода выделяется четыре подрода Chrysops Meigen, Hererochrysops Kröber, Turanochrysops Moucha et Chvála и Petersenichrysops Stackelberg, но правомочность выделения некоторых из них оспаривается. 

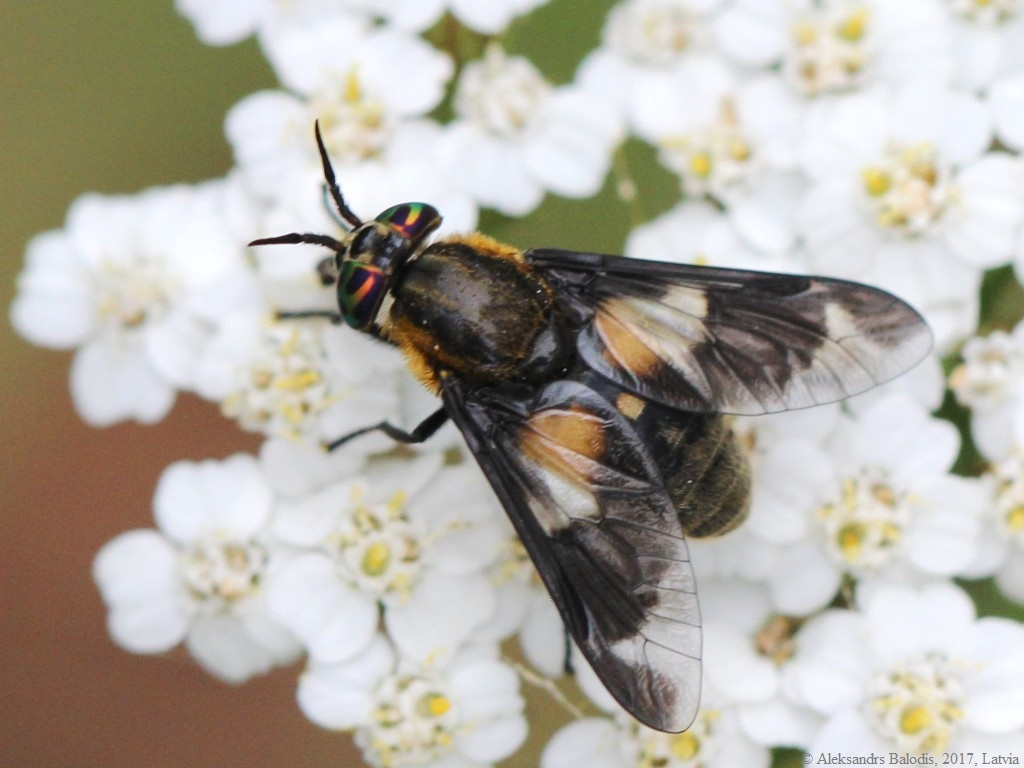
Пестряк лесной (Chrysops caecutiens)
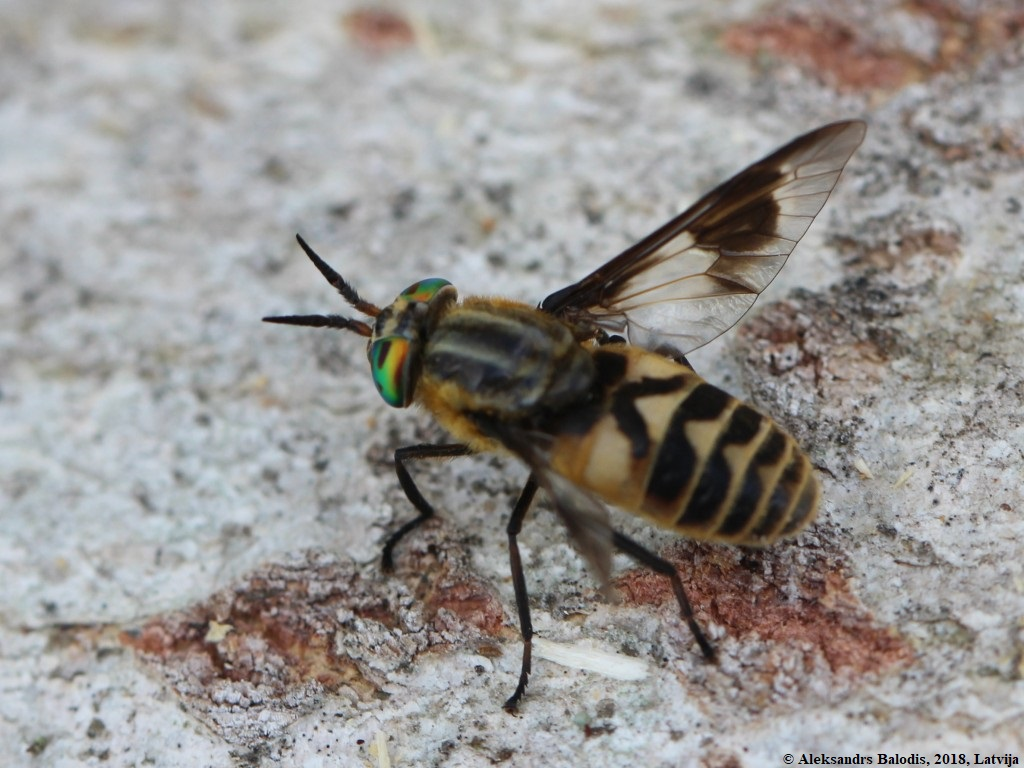
Пестряк болотный (Chrysops divaricatus)
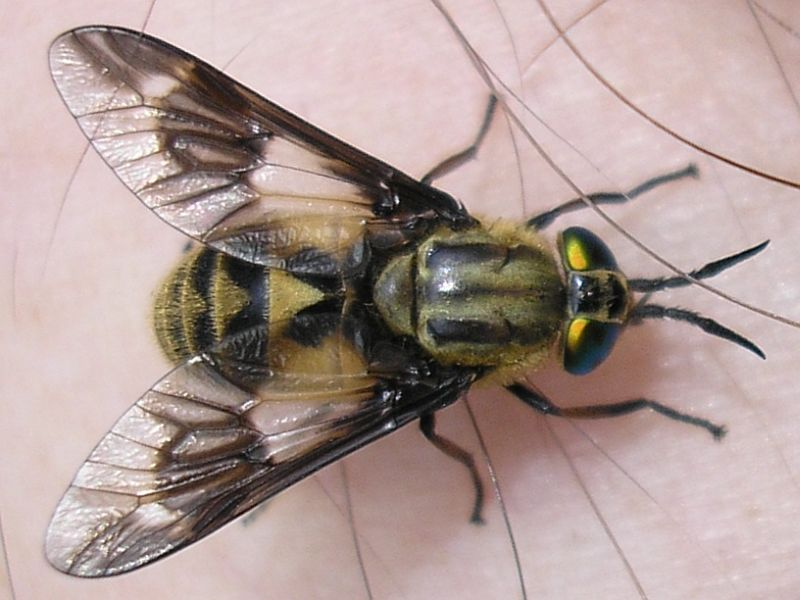
Пестряк обыкновенный (Chrysops relictus)
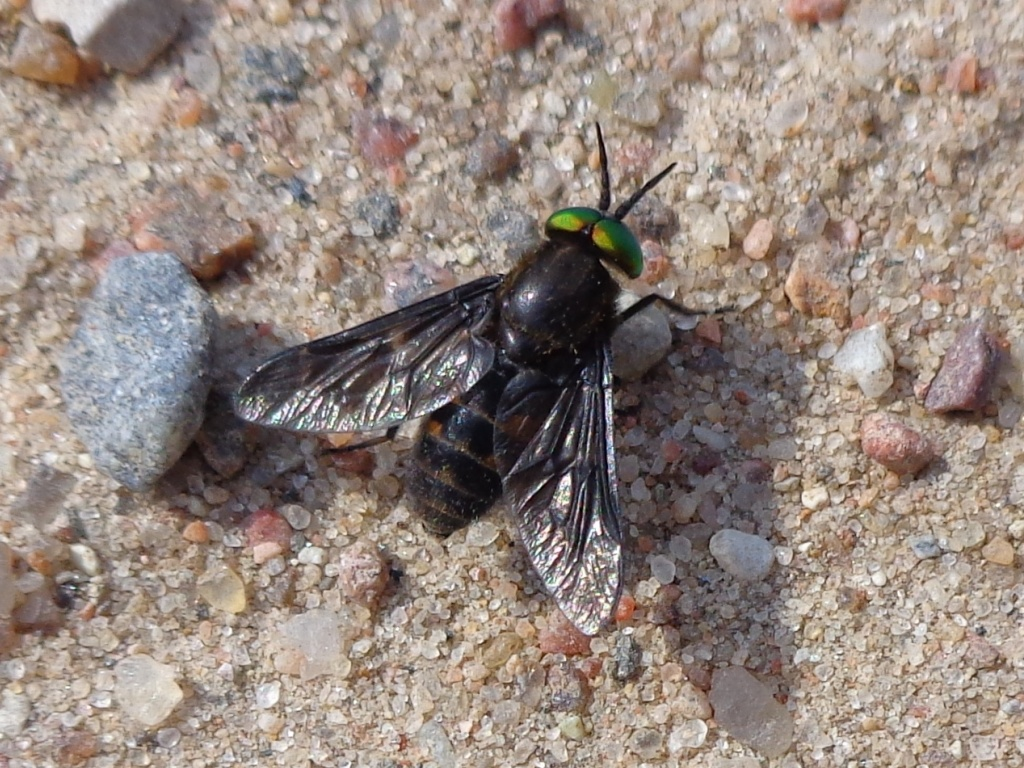
Пестряк траурный (Chrysops sepulcralis)
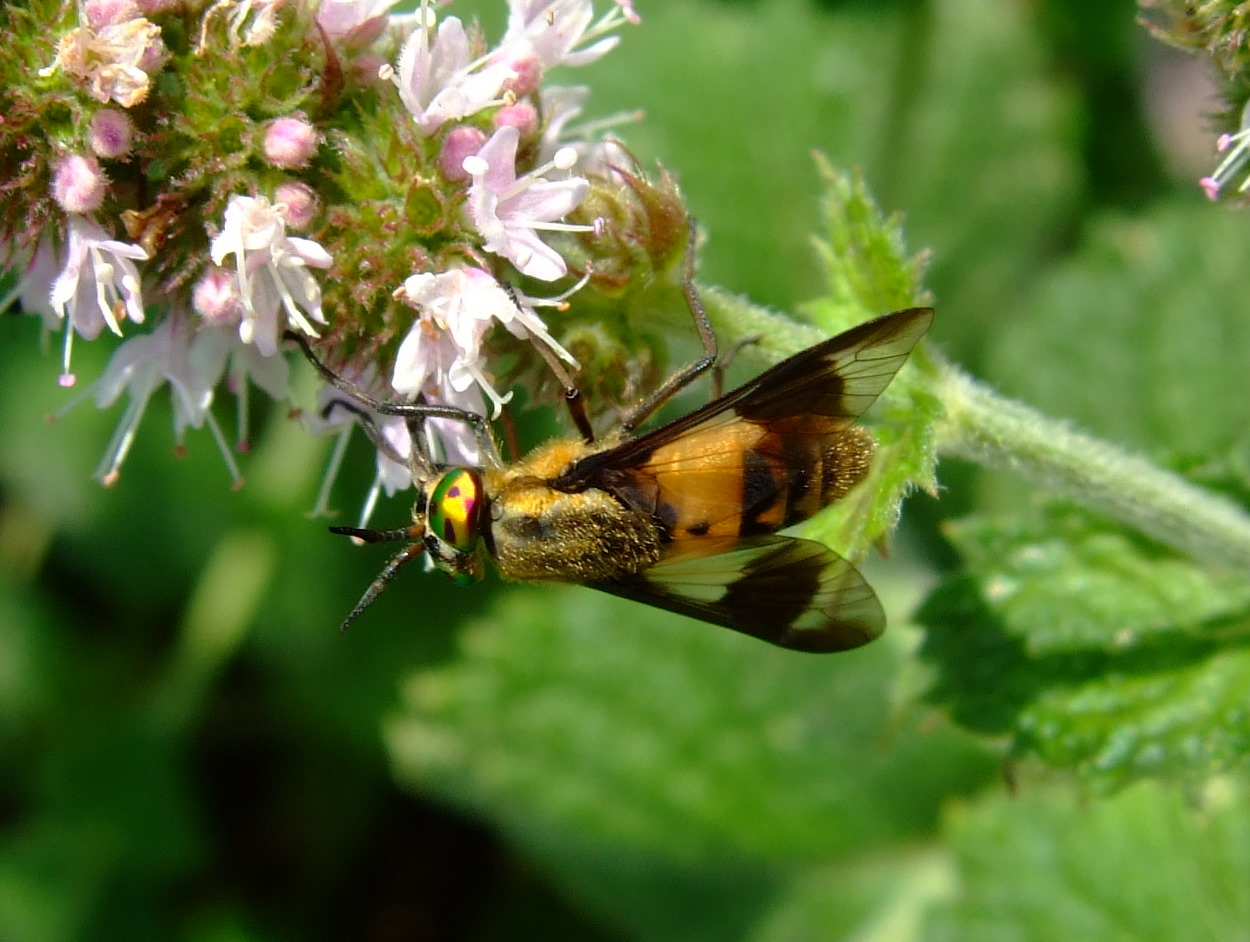
Пестряк украшенный (Chrysops viduatus)

## Цитогенетика
Большинство представителей Chrysops имеют 10 хромосом, но может снижаться до 8 у Chrysops shermani Hine или увеличиваться до 12 у Chrysops aberrans Philip и Chrysops vittatus Wiedemann

## Распространение
Встречаются на всех материках, кроме Антарктиды, наиболее многочисленны в Северной и Южной Америке. В Австралии всего один вид Chrysops australis Ricardo. В Палеарктике известно 46 видов.

## Палеонтология
В ископаемом виде известен один вид Chrysops seguyi Piton, 1940, обнаруженный во Франции в отложениях олигоцена и палеоцена.